# کیرکسویل (ایندیانا)
کیرکسویل (به انگلیسی: Kirksville) یک منطقهٔ مسکونی در ایالات متحده آمریکا است که در شهرستان مونرو، ایندیانا واقع شده‌است. کیرکسویل ۲۶۷٫۰۱ متر بالاتر از سطح دریا واقع شده‌است.